# فيليب جنجريتش
{{صندوق معلومات شخص
| الاسم        = فيليب دين جنجريتش
| تاريخ الولادة  = 23 مارس 1946

| مكان الولادة = آيوا
| الجنسية = الولايات المتحدة الأمريكية
| المهنة  = الحفريات، الجيولوجيا، علم الأحياء، علم الإنسان
|Workplace=جامعة ميتشيغان
| سبب الشهرة   = خبير بارز في تطور الرئيسيات والحيتان
| الموقع الرسمي     = الموقع الرسمي

فيليب دين جنجريتش (بالإنجليزية: Philip D. Gingerich)‏ (ولد في 1946) هو عالم حفريات ومعلم. يعمل أستاذاً للجيولوجيا، علم الأحياء وعلم الإنسان في جامعة ميشيغان. عمل أيضاً كمدير لمتحف الحفريات التابع لجامعة ميتشغان، والذي يرمز له اختصاراً بـ (UMMP)، مابين الفترة 1981-2010. أبحاثه تتركز حول حفريات الفقاريات، وبالأخص تلك التي كانت في فترة العصر الحديث الأسبق-الأيوسيني وثدييات الحقبة المعاصرة. بحثه الأساسي يتركز حول أصل رتب الثدييات الحديثة وهو خبير بارز في تطور الرئيسيات والحيتان. يعتبر جنجريتش أحد الخبراء الذين حللوا الهيكل العظمي للداروينيوس ماسيلاي.

## سيرة حياته
نشأ جنجريتش في عائلة من طائفة الأميش المينوناتية والتي تقطن شرق ولاية آيوا، حيث كان جده يعمل كمزارع وواعظ للعلمانيين. رغم ذلك لم يشعر جنجريتش بأي تعارض مابين الدين والعلم حيث يقول: «كان جدي ذو عقل منفتح بشأن موضوع عمر الأرض، ولم يذكر التطور مطلقاً. تذكر، كان هؤلاء الناس متواضعون جداً، حيث لم يكونوا يعبروا عن أرائهم إلا في المواضيع التي يعرفون عنها جيداً.»

## التعليم والجوائز
حصل جنجريتش على درجة البكالوريوس من جامعة برنستون عام 1968، ومن ثم حصل على درجة الماجستير من جامعة ييل عام 1972، وعلى درجة الدكتوراه أيضاً من جامعة ييل عام 1974. جميع الدرجات الجامعية التي نالها كانت في تخصص الجيولوجيا.
حصل جنجريتش على جائزة هنري روسيل من جامعة ميتشيغان في عام 1980، وحصل على جائزة زمالة شيديل من الجمعية الأمريكية لعلم الثدييات في عام 1973، كما حصل أيضاً على جائزة تشارلز سكتشرد من جمعية علم الأحافير عام 1981. حصل على ميدالية رومر-سيمبسون من قبل جمعية الحفريات الفقارية عام 2012.

## أبحاثه
- معدلات التطور.[8][9]
- الباليوسين-الأيوسين الحرارة القصوى.[9][10][11]
- الأصل والتطور المبكر للحيتان.[12][13][14]
- الأصل والتطور المبكر للرئيسيات.[15][16]

## روابط خارجية
- تطورالحيتان على ناشيونال جيوغرافيك